# Scharlakansbusktörnskata
Scharlakansbusktörnskata (Laniarius erythrogaster) är en fågel i familjen busktörnskator inom ordningen tättingar.

## Utbredning och systematik
Fågeln förekommer i akacieområden från Nigeria till Sudan, Etiopien, Kenya och nordvästra Tanzania. Den behandlas som monotypisk, det vill säga att den inte delas in i några underarter.

## Status
Arten har ett stort utbredningsområde och beståndet anses vara stabilt. Internationella naturvårdsunionen IUCN listar den därför som livskraftig (LC).